# Мечкі-Поземакі
Мечкі-Поземакі (пол. Mieczki-Poziemaki) — село в Польщі, у гміні Трошин Остроленцького повіту Мазовецького воєводства.
Населення — 103 особи (2011).
У 1975-1998 роках село належало до Остроленцького воєводства.

## Демографія
Демографічна структура станом на 31 березня 2011 року:
|          | Загалом | Допрацездатний вік | Працездатний вік | Постпрацездатний вік |
| -------- | ------- | ------------------ | ---------------- | -------------------- |
| Чоловіки | 52      | 11                 | 31               | 10                   |
| Жінки    | 51      | 11                 | 27               | 13                   |
| Разом    | 103     | 22                 | 58               | 23                   |